# Center for Constitutional Rights
Das Center for Constitutional Rights (CCR; dt. Zentrum für Verfassungsrechte) ist eine Non-Profit-Organisation, die sich für die Grund- und Menschenrechte und deren Weiterentwicklung einsetzt. Die Organisation mit Sitz in New York City, USA, wurde 1966 vom US-amerikanischen Anwalt William Kunstler gegründet.
Sie orientiert sich bei ihrer Arbeit an der Verfassung der Vereinigten Staaten und der Allgemeinen Erklärung der Menschenrechte.

## Aktivitäten
Bekannt wurde CCR vor allem durch seinen Einsatz für die Grundrechte der Gefangenen des US-Internierungslager Camp Delta. Mohammed Al-Qahtani und Majid Khan sowie einige weitere Gefangene werden von CCR auch vor Gericht vertreten.
Am 30. November 2004 reichte CCR bei der deutschen Bundesanwaltschaft eine Strafanzeige gegen Donald Rumsfeld wegen Kriegsverbrechen und Verstößen gegen das Völkerrecht ein. Generalbundesanwalt Kay Nehm lehnte die Strafanzeige am 10. Februar 2005 mit der Begründung fehlender Zuständigkeit ab.
In den USA forderte CCR eine Anklage wegen Amtsvergehen gegen den US-Präsidenten George W. Bush.
2023 verklagte die Organisation den US-Präsidenten Joe Biden wegen angeblicher Vernachlässigung seiner Pflicht, gegen einen Völkermord im Gazastreifen einzuschreiten.

## Auszeichnungen
- 2005 wurde das CCR mit dem Law Award der Organisation Index on Censorship ausgezeichnet.[5]
- 2017 erhielt das CCR den Thomas Merton Award.